# Tagoropsis lambertoni
Tagoropsis lambertoni är en fjärilsart som beskrevs av Eugène Louis Bouvier 1927. Tagoropsis lambertoni ingår i släktet Tagoropsis och familjen påfågelsspinnare. Inga underarter finns listade i Catalogue of Life.